# Sassenheim
Sassenheim – miejscowość w Holandii, w prowincji Holandia Południowa, w gminie Teylingen. Jest położona 6 kilometrów na północ od Lejdy, 21 kilometrów na północny wschód od Hagi oraz 27 kilometrów na południowy zachód od Amsterdamu. 

## Historia
Pierwsza wzmianka o Sassenheimie pochodzi z IX wieku. Wymieniony został jako wieś o nazwie Sagne. W XIII-wiecznej kronice wymieniana jest jako  Zassenem. W 1514 roku w miejscowości znajdowały się nie więcej niż 32 domy. W 1622 roku wieś zamieszkiwało 392 mieszkańców. W XVII i XVIII wieku wielu zamożniejszych kupców lokalizowało w Sassenheimie i okolicach letnie rezydencje. W 1860 roku rozpoczęto uprawę kwiatów cebulowych, co przyciągało do miasta coraz więcej mieszkańców, dzięki czemu w latach 1900-1930 powstało wiele willi. Po II wojnie światowej gospodarka miejscowości miała opierać się głównie na przemyśle lekkim, hodowla kwiatów została wstrzymana, wiele magazynów cebul zostało zburzonych. 

## Populacja
Źródło:

## Zabytki
- Zamek Teylingen,
- dorpskerk, protestancki
- kościół św. Pankracego, katolicki
- wieża ciśnień.